# جيمي دونلي
جيمي دونلي (بالإنجليزية: Jimmy Donley)‏ هو مغن مؤلف وملحن أمريكي، ولد في 17 أغسطس 1929، وتوفي في 20 مارس 1963.

## وصلات خارجية
- جيمي دونلي على موقع ميوزك برينز (الإنجليزية)
- جيمي دونلي على موقع ديسكوغز (الإنجليزية)